# إريك بيكمان
إريك بيكمان (بالسويدية: Erik Beckman)‏ هو كاتب وشاعر سويدي، ولد في 23 أبريل 1935 في Vänersborg ‏ في السويد، وتوفي في 8 يونيو 1995 في سيغتونا في السويد.